# Rue Keller
Pour les articles homonymes, voir Keller et Rue de l'Ingénieur-Robert-Keller.
La rue Keller est une voie du 11e arrondissement de Paris, en France.

## Situation et accès
La rue Keller est une voie publique située dans le 11e arrondissement de Paris. Elle débute au 41, rue de Charonne et se termine au 72, rue de la Roquette.

## Origine du nom
Elle porte le nom du fondeur et orfèvre, Jean-Balthazar Keller (1638-1702).

## Historique
Cette voie ouverte,  par la Ville de Paris, par un décret du 3 novembre 1856, sur les terrains de l'ancien marché au charbon, et prend sa dénomination actuelle par un décret du 15 septembre 1858.

## Bâtiments remarquables et lieux de mémoire
- Le site actuel de l'école publique abritait en 1867, la maison Anjubault entreprise de mécanique et notamment de locomotives à vapeur[2].
- Entre 1860 et 1865, la mairie du 11e arrondissement de Paris se trouve dans cette rue[3].
- Manuel Valls, Premier ministre du 31 mars 2014 au 6 décembre 2016, y habitait[4].
- no 19 : immeuble de la fin du 19e siècle (architecte Auguste Avezard).
- no 28 : ancienne adresse de La Luna, où débuta Laurent Garnier en 1990.